# Karolina Světlá
Karolina Světlá (Praga, 24 de fevereiro de 1830 — Praga, 7 de setembro de 1899) foi uma escritora feminista checa.